# Kroksjön (Bygdeå socken, Västerbotten, 712192-174169)
Kroksjön är en sjö i Robertsfors kommun i Västerbotten och ingår i Dalkarlsåns huvudavrinningsområde. Sjön har en area på 0,549 kvadratkilometer och ligger 42 meter över havet. Sjön avvattnas av vattendraget Kroksjöbäcken.

## Delavrinningsområde
Kroksjön ingår i det delavrinningsområde (712329-174138) som SMHI kallar för Ovan None. Medelhöjden är 61 meter över havet och ytan är 11,74 kvadratkilometer. Det finns inga avrinningsområden uppströms utan avrinningsområdet är högsta punkten. Kroksjöbäcken som avvattnar avrinningsområdet har biflödesordning 3, vilket innebär att vattnet flödar genom totalt 3 vattendrag innan det når havet efter 17 kilometer. Avrinningsområdet består mestadels av skog (70 procent) och sankmarker (13 procent). Avrinningsområdet har 0,55 kvadratkilometer vattenytor vilket ger det en sjöprocent på 4,7 procent.